# Escolives-Sainte-Camille
Escolives-Sainte-Camille é uma comuna francesa na região administrativa de Borgonha-Franco-Condado, no departamento de Yonne. Estende-se por uma área de 7,47 km². Em 2010 a comuna tinha 706 habitantes (densidade: 94,5 hab./km²).